# John Wanamaker
John Wanamaker (ur. 11 lipca 1838 w Filadelfii, zm. 12 grudnia 1922 tamże) – amerykański przedsiębiorca, kupiec, fundator jednego z pierwszych domów towarowych w Stanach Zjednoczonych.
Karierę zawodową rozpoczął w wieku 14 lat pracując jako kurier dla lokalnej księgarni. W latach 1857–1861 był sekretarzem w filadelfijskim oddziale Związku Chrześcijańskiej Młodzieży Męskiej (YMCA). W 1861, w spółce z Nathanem Brownem założył działającą do 1868 firmę odzieżową „Brown and Wanamaker”. W 1869 roku założył firmę „John Wanamaker and Company”, a w 1875 kupił skład towarowy przewoźnika kolejowego „Pennsylvania Railroad”, którego budynek zaadaptował na sklep wielobranżowy – pierwszy tego rodzaju, który wkrótce stał się jednym z największych domów towarowych w kraju. W 1896 kupił budynek „A.T. Stewart Store” w Nowym Jorku. Pod kierownictwem jego syna Rodmana Wanamakera, obydwa sklepy pozostały jednymi z największych i najbardziej innowacyjnych domów towarowych w kraju.
John Wanamaker był znany z efektywnego wykorzystywania reklam i był jednym z pierwszych dużych handlowców, którzy zatrudnili agencje reklamowe.
Od 1889 do 1893 piastował urząd poczmistrza generalnego Stanów Zjednoczonych.